# Mandschurischer Hase
Der Mandschurische Hase (Lepus mandshuricus) ist eine Säugetierart aus der Gattung der Echten Hasen innerhalb der Hasenartigen. Sein Verbreitungsgebiet erstreckt sich über Teile des Nordostens Chinas und die angrenzenden Regionen Russlands.

## Merkmale
Der Mandschurische Hase ist ein relativ kleiner Hase mit einer Körperlänge von 41 bis 54 Zentimetern und einem Gewicht von 1,4 bis 2,6 Kilogramm, durchschnittlich 1,8 Kilogramm. Er ist damit der kleinste Hase im Nordosten Chinas. Der Rücken ist rostbraun bis dunkel- und schwarzbraun mit hellgelb gebänderten Haaren. Die Brust, die Flanken und die Beine sind hell rosafarben bis zimtfarben. Der Bauch ist weißlich und der Schwanz grau mit schwarzbrauner Oberseite. Die Ohren sind zimt- bis sandfarben, der Nacken rostbraun. Im Winter ist das Fell heller, wobei einige Tiere einen aschgrauen Farbton haben, der Bauch ist bei ihnen weiß.

## Verbreitung

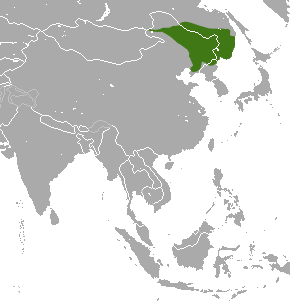
Verbreitungsgebiet des Mandschurischen Hasen

Das Verbreitungsgebiet des Mandschurischen Hasen erstreckt sich über Teile des Ostens der Volksrepublik China im Bereich der Mandschurei mit den Provinzen Heilongjiang, Jilin, Liaoning und Nei Mongol sowie die grenznahe Region Russlands am Ussuri in den Regionen Chabarowsk, Amur und Primorje. Die nördliche Verbreitungsgrenze stellt das Burejagebirge dar. Für Nordkorea wird eine Verbreitung sympatrisch mit dem Korea-Hasen (Lepus coreanus) angenommen, diese ist jedoch unsicher.
Der Mandschurische Hase bevorzugt Waldlebensräume mit dichtem Unterwuchs in Form von Mischwäldern bis zu homogenen Nadelwäldern. Offene Lebensräume und von Menschen besiedelte Regionen werden gemieden. Die Höhenverbreitung reicht von 300 bis 900 Metern.

## Lebensweise
Über die Lebensweise des Hasen liegen nur sehr wenige Daten vor. Es wird angenommen, dass er im Verhalten dem Schneeschuhhase (L. americanus) entspricht, der ähnliche Lebensräume in Nordamerika besiedelt und als „ökologisches Äquivalent“ betrachtet wird. Wie dieser ernährt sich wahrscheinlich auch der Mandschurische Hase vor allem von grünen Zweigen, Blättern und Kräutern. Er ist scheu und lebt als Einzelgänger, nach Beobachtungen im 19. Jahrhundert ruht er anders als die meisten Hasen nicht in offenen Mulden, sondern in zu einer Seite offenen Höhlen am Fuß von Bäumen.
Die Fortpflanzungszeit beginnt Mitte Februar. Die Würfe umfassen in der Regel ein bis zwei Jungtiere, können jedoch auch bis zu vier oder fünf Junge erreichen. Die Anzahl der Würfe im Jahr ist unbekannt.

## Systematik
Der Mandschurische Hase wird als eigenständige Art den Echten Hasen (Gattung Lepus) zugeordnet. Eine nahe Verwandtschaft wurde für den Japanischen Hasen (L. brachyurus) postuliert, molekularbiologische Studien legen dagegen eine nähere Verwandtschaft mit dem Yarkand-Hasen (L. yarkandensis) nahe. In einigen taxonomischen Betrachtungen wird eine weitere Form als eigene Art L. melainus betrachtet, dies wird jedoch nach aktueller Betrachtung nicht bestätigt und L. melainus wird als melanistische Form des Mandschurischen Hasen und Synonym betrachtet.

## Gefährdung und Schutz
Die Art wird von der International Union for Conservation of Nature and Natural Resources (IUCN) aufgrund der Bestandsgröße und des großen Verbreitungsgebietes als nicht gefährdet (least concern) eingestuft.

## Belege
1. 1 2 3 4 5 6 7 8 9  Lepus mandshuricus in der Roten Liste gefährdeter Arten der IUCN 2011. Eingestellt von: A. T. Smith, C. H. Johnston, 2008. Abgerufen am 31. Januar 2012.
2. 1 2 3 4  Joseph A. Chapman, John E. C. Flux (Hrsg.): Rabbits, Hares and Pikas. Status Survey and Conservation Action Plan. (PDF; 11,3 MB) International Union for Conservation of Nature and Natural Resources (IUCN), Gland 1990; S. 81–86. ISBN 2-8317-0019-1.